# Silvana (ópera)
Silvana es una ópera con música de Carl Maria von Weber y libreto en alemán de Franz Carl Hiemer, una reelaboración de una ópera anterior de Weber que no tuvo éxito, Das Waldmädchen. Weber también reutilizó música de la misma obra en Silvana. Se estrenó en Fráncfort el 16 de septiembre de 1810. 
Weber usó una melodía de un aria descartada de la ópera para componer las populares Siete variaciones sobre un tema de Silvana para clarinete y piano. Usó la misma melodía para el tema-y-variaciones primer movimiento de su Sonata n.º 5 en la mayor (de las Seis sonatas progresivas para piano y violín obbligato, J 99-104).
Esta ópera no aparece en las estadísticas de Operabase representada en el período 2005-2010.

## Grabación
- Grabación completa de la ópera, dirigida por Gerhard Markson (en el sello Marco Polo). Markson ha grabado también, para el mismo sello, la única grabación completa de la primera ópera completa de Weber, Peter Schmoll. La obertura, única entre las óperas de Weber en el sentido de que no está basada en tonadas de diferentes números de la ópera, es la menos frecuentemente interpretada entre sus oberturas operísticas. Es un buen trabajo, a pesar de todo, y Neeme Järvi ha realizado una excelente grabación de ella en su colección de oberturas de Weber (para el sello Chandos).